# Dannes Coronel
Pour les articles homonymes, voir Coronel.
Dannes Arcenio Coronel Campoverde (né le 24 mai 1973 à Naranjal en Équateur et mort le 7 juillet 2020 dans la même ville) est un joueur de football international équatorien qui évoluait au poste de défenseur.

## Biographie

### Carrière en sélection
Avec l'équipe d'Équateur, Dannes Coronel joue 27 matchs (pour aucun but inscrit) entre 1992 et 2000. 
Il figure notamment dans le groupe des sélectionnés lors des Copa América de 1993, de 1995 et de 1999.

## Palmarès
Emelec
- Championnat d'Équateur (2) :
  - Champion : 1993 et 1994.